# Yokomitsu Riichi
Riichi Yokomitsu (横光 利一?, Yokomitsu Riichi; 17 marzo 1898 – 30 dicembre 1947) è stato uno scrittore giapponese attivo nella prima metà del Novecento.

## Biografia
Dopo un'infanzia trascorsa in diverse parti del Giappone a causa del lavoro del padre ingegnere, Yokomitsu entrò all'Università di Waseda nel 1916. In quel periodo cominciò a pubblicare su piccole riviste letterarie (dōjin zasshi) come Machi ("Strada") e Tō ("Torre").
Nel 1923 pubblicò racconti che lo resero popolare, come Nichirin ("Il sole") e Hae ("La mosca"), sulla neonata rivista Bungei Shunjū (Annali Letterari), curata da Kikuchi Kan. 
Nichirin, in particolare, con la sua narrazione in stile sperimentale, caratterizzato da frasi e dialoghi brevi e secchi, di un Giappone preistorico e violento, contribuì a dargli visibilità. Questo racconto lungo si ispirò al romanzo storico Salammbô di Gustave Flaubert.
Nel 1924 iniziò la pubblicazione della rivista Bungei Jidai (L'Età della Letteratura) con Yasunari Kawabata e altri giovani scrittori emergenti. Nel primo numero del periodico apparve il racconto breve "Atama narabi ni hara" ("Teste e ventri") che, caratterizzato da una prosa aggressivamente sperimentale, colpì la critica e fu visto come l'inizio di un nuovo stile e movimento letterario. Agli autori coinvolti nel mensile il critico letterario Chiba Kameo assegnò il nome di Shinkankakuha, traducibile come Neopercezionismo. Sull'onda delle contemporanee avanguardie occidentali, i Neopercezionisti proposero un radicale rinnovamento espressivo della forma letteraria. Tra i teorici più attivi del gruppo, Yokomitsu e Kawabata in particolare teorizzarono la necessità di una resa più diretta ed efficace possibile delle sensazioni tramite il mezzo letterario.
Le attività neopercezioniste si chiusero nell'arco di un quinquennio, ma all'epoca il movimento ebbe risonanza nazionale, sviluppandosi anche in una filiazione cinese.
Nel 1926 Yokomitsu scrisse il racconto breve "Haru wa basha in notte" ("La primavera arriva su una carrozza"), che sarebbe diventato forse la sua opera più nota e antologizzata. Vi racconta gli ultimi mesi di vita della prima moglie, Kojima Kimiko, deceduta nel 1924. Il lirismo meditativo della storia si combina armoniosamente con il sapiente e mai banale uso di immagini, potentemente evocative di sensazioni ed emozioni. Marchio di fabbrica, quest'ultimo, della scrittura sperimentale dei primi anni di Yokomitsu.
Nel 1932 pubblicò su volume la sua opera neopercezionista più ambiziosa, Shanhai (Shanghai). Incentrato attorno agli eventi rivoluzionari del Movimento del 30 maggio 1925 nella metropoli cinese, il romanzo segue le vicende di un gruppo di espatriati giapponesi. L'autore crea una Shanghai in parte fittizia, concentrato di vitalità iperdinamica e spesso caotica, sito in cui si concentrano tematiche e contraddizioni dell'est asiatico di quegli anni, tra colonialismo, istanze di indipendenza, comunismo e nazionalismi.
Scrittore ormai affermato, Yokomitsu, era considerato autore e teorico della letteratura molto influente, al punto di essere definito "Bungaku no kamisama" (dio della letteratura).
Nel 1936 partì per il suo primo viaggio in Europa, che durò circa sei mesi. Fu l'occasione per raccontare le sue impressioni di viaggio e per proporre la sua testimonianza delle olimpiadi di Berlino, cui assistette. Dagli articoli pubblicati sul suo viaggio per diversi quotidiani e riviste nacque il volume Ōshū kikō (Cronaca di viaggio in Europa), apparso nel 1937. Quest'esperienza avrebbe fornito stimolo e materiali per la sua opera della maturità, l'ambiziosa Ryoshū (Malinconia di viaggio), pubblicata in diverse puntate nel corso dei restanti anni della sua carriera letteraria.
Partecipò attivamente al dibattito di quegli anni sull'identità culturale giapponese, appoggiando istanze di nazionalismo nipponico. Morì non molto dopo la sconfitta bellica del Giappone, minato nel fisico durante gli anni difficili del dopoguerra, lasciando incompiuta la stesura di Ryoshū (Malinconia di viaggio).

## Opere più note
- L'astro solare - 日輪 (1923) (tradotto in italiano da Maria Teresa Orsi, su Il Giappone, 1972)
- Teste e ventri - 頭ならびに腹 (1924) (tradotto in italiano da Costantino Pes, in "Due racconti della Shinkankakuha", Il Giappone, vol. 41, 2001)
- La primavera arriva su una carrozza - 春は馬車に乗って (1926) (tradotto in italiano da Atsuko Ricca Suga sull'antologia Narratori giapponesi moderni, Milano: Bompiani, 1965)
- La macchina - 機械 (1930) (non tradotto in italiano)
- Shanghai - 上海 (1932) (breve estratto tradotto in italiano da Romano Vulpitta in: a cura di Rosaria Beviglia e Adolfo Tamburello Antologia delle letterature coreana e giapponese, Milano: Fabbri, 1970 ; tradotto integralmente da Costantino Pes come Shanghai, Roma: Edizioni Atmosphere, 2017)
- Malinconia di viaggio - 旅愁 (1946) (non tradotto in italiano)